# Antonio Barengo
Antonio Barengo (né le 9 octobre 1934 à Castellamonte au Piémont, et mort le 24 juin 2016 à Cuorgnè) est un joueur de football italien, qui jouait au poste d'ailier.
Durant sa carrière, Barengo a évolué sous les couleurs de l'AC Monza, de la Juventus (il joue son premier match en bianconero le 18 septembre 1955 lors d'un nul 2-2 contre la SPAL en entrant en jeu à la place de Karl Aage Præst), de l'US Ancône, de l'AC Ivrée et de Pinerolo FC.